# タデウシュ・コモロフスキ

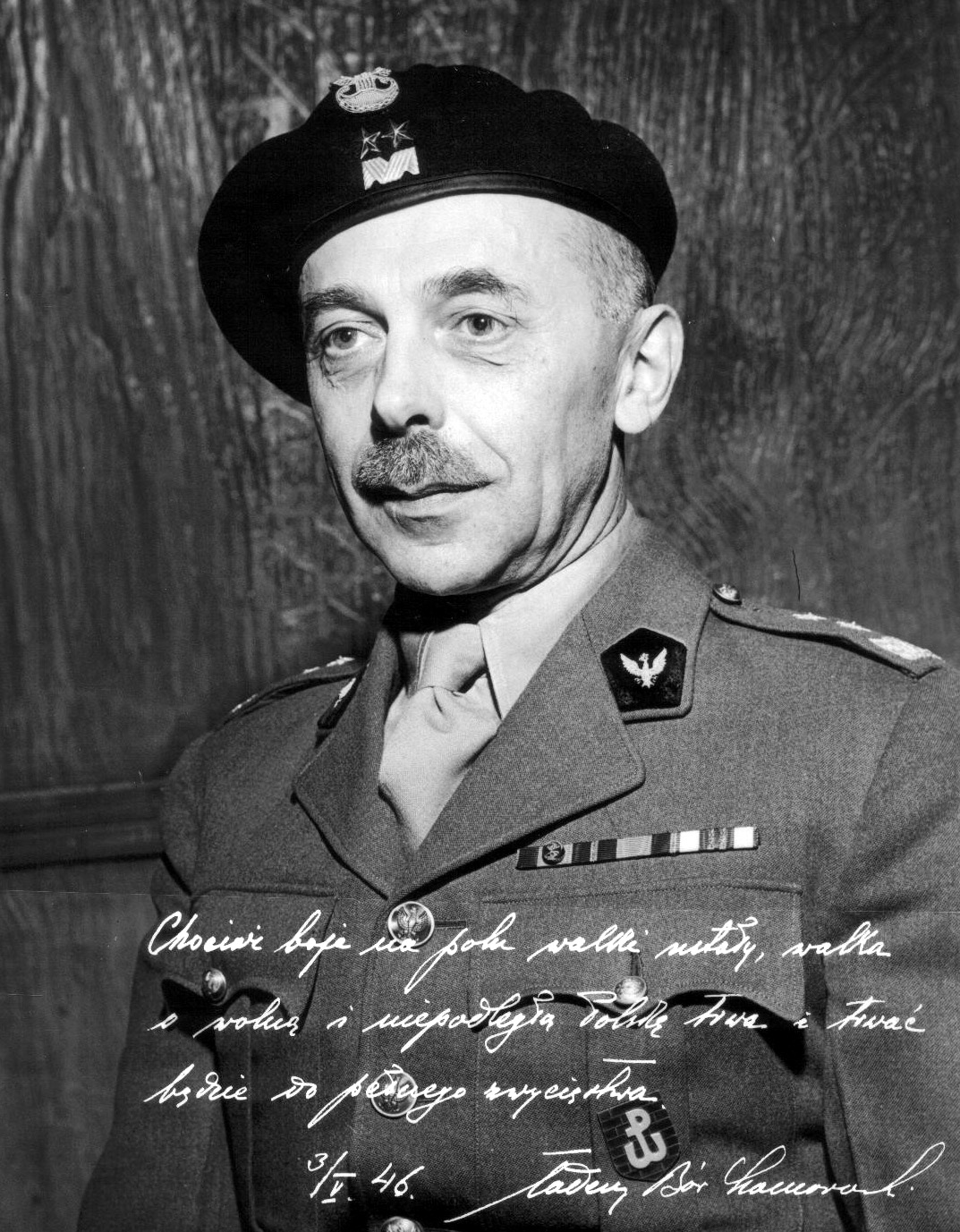
タデウシュ・コモロフスキ

タデウシュ・コモロフスキ（波: Tadeusz Komorowski、1895年6月1日 - 1966年8月24日）は、ポーランドの軍人、政治家。少将。第二次世界大戦中のポーランドのレジスタンス運動、国内軍（Armia Krajowa、AK）総司令官。レジスタンス活動中、ブル（Bór）の偽名を使った。戦後は、亡命政府の首相を務めた。